# Andris Hernández
Pour les articles homonymes, voir Hernández.
Hernández  Giménez est un nom espagnol. Le premier nom de famille, en général paternel, est Hernández ; le second, en général maternel, souvent omis, est Giménez.
Andris José Hernández Giménez, né le 11 janvier 1982, est un coureur cycliste vénézuélien.

## Palmarès sur piste

### Championnats panaméricains
- État de São Paulo 2006
  -  Champion panaméricain de la course aux points
  -  Médaillé de bronze de la poursuite par équipes
- Valencia 2007
  -  Médaillé d'argent de la course aux points

### Jeux panaméricains
- Rio de Janeiro 2007
  -  Médaillé d'or de la course aux points
  -  Médaillé d'argent de la vitesse par équipes
  -  Médaillé de bronze de l'américaine

### Jeux d'Amérique centrale et des Caraïbes
- San Salvador 2002
  -  Médaillé d'argent de la poursuite par équipes
- Carthagène des Indes 2006
  -  Médaillé d'argent de la poursuite par équipes
  -  Médaillé d'argent de la course aux points

### Championnats du Venezuela
- Carabobo 2016
  -  Médaillé de bronze de la course scratch[1].

## Palmarès sur route
- 2006
  - 2e du championnat du Venezuela du contre-la-montre
- 2008
  - 4e étape du Clásico Virgen de la Consolación de Táriba
- 2009
  - 6e étape du Tour de Guadeloupe
- 2014
  - 2e étape du Tour du Venezuela

## Classements mondiaux
| Année            | 2005 | 2006 | 2007 | 2008 | 2009 | 2010 | 2011 | 2012 | 2013 | 2014 |
| ---------------- | ---- | ---- | ---- | ---- | ---- | ---- | ---- | ---- | ---- | ---- |
| UCI America Tour | 116e | 289e | 376e |      |      |      |      |      |      | 210e |